# Eufrates (filósofo)
Eufrates (em grego Εὐφράτης) foi um filósofo e moralista estoico do século I.

## Vida
Poucas são as referências que se têm sobre a sua vida. Os testemunhos que falam sobre o lugar de origem deste filósofo são confusos. Filóstrato disse que era de Tiro. Estêvão de Bizâncio disse que era da Síria. Eunápio de Sardes considera-o egípcio.
A maior parte dos dados são provenientes de Caio Plínio Cecílio Segundo, numa carta que envia ao seu amigo Atio Clemente, na qual o aconselha a ouvir Eufrates. Graças a esta carta, sabemos que Plínio conheceu Eufrates estando na Síria em serviço militar.
Teve três filhos, dois varões e uma mulher, aos quais procurou educar da melhor forma.
Na descrição que faz Plínio, retrata-o como um homem alto e barbudo, para além de ser gentil e respeitoso com as pessoas.
Era conhecido por ser bom orador e conselheiro. O próprio Plínio foi aconselhado por ele, como é assinalado nas cartas.
Foi discípulo do filósofo Caio Musónio Rufo, também estoico, ainda que também tenha sofrido influência da filosofia cínica. Estudou na sua terra e em Roma posteriormente, até que foi expulso por ordem de Domiciano. Voutou depois, no reinado de Nerva. Morreu em 119, velho e cansado da vida, quando obteve a permissão do imperador Adriano para se suicidar..

## Pensamento
O seu pensamento está ligado ao estoicismo que repartia com Musónio Rufo, na linha de outros filósofos estoicos como Júnio Rústico ou Epiteto, que já contavam com uma certa influência cínica. Para Eufrates, o correcto é corrigir as pessoas que se equivocam, pensamento também desenvolvido por Marco Aurélio.
Epicteto nomeia-o algumas vezes nos seus escritos, o mesmo que Plínio, pela sua sabedoria e boa oratória.